# A letto, bambini!
A letto, bambini! (The Bed Book) è una raccolta di poesie del 1976 di Sylvia Plath, aventi come comune tematica il letto. È stato illustrato da Quentin Blake.

## Edizioni
A letto, bambini!, trad. di Bianca Pitzorno, Mondadori, Milano, 1990, ISBN 978-88-04-33479-8